# Вічні (саундтрек)
Eternals (Original Motion Picture Soundtrack) — саундтрек до художнього фільму «Вічні» (2021), створеного кінокомпанією Marvel Studios. Музику до стрічки написав композитор Рамін Джаваді. Альбом із саундтреком було випущено лейблом Hollywood Records 3 листопада 2021 року.

## Тло
Рамін Джаваді, який раніше створив музику до фільму «Залізна людина» (2008) від Marvel Studios, знову співпрацював зі студією у межах проєкту «Вічні». 22 жовтня 2021 року були випущені два сингли з альбому — «Across the Oceans of Time» та «Eternals Theme». Повний альбом вийшов 3 листопада того ж року. Завершальний трек виконує Селіна Шарма.
Окрім оригінального саундтреку, у фільмі також звучать ліцензовані композиції: «Time» гурту Pink Floyd використано у заставці Marvel Studios перед початком подій у сучасному часі; пісня «Sugarfoot» у виконанні Black Joe Lewis & the Honeybears звучить під час святкування дня народження Дейна; «The End of the World» Скітер Девіс лунає у сцені, де Фастос укладає сина спати; а «Feels Like the First Time» гурту Foreigner супроводжує титри після сцени середини титрів.

## Композиції
Уся музика складена Раміном Джаваді, якщо не вказано інше.
| Eternals (Original Motion Picture Soundtrack) | Eternals (Original Motion Picture Soundtrack) | Eternals (Original Motion Picture Soundtrack) |
| #                                             | Назва                                         | Тривалість                                    |
| --------------------------------------------- | --------------------------------------------- | --------------------------------------------- |
| 1.                                            | «Eternals Theme»                              | 3:47                                          |
| 2.                                            | «It is Time»                                  | 2:17                                          |
| 3.                                            | «Mission»                                     | 4:30                                          |
| 4.                                            | «Somewhere in Time»                           | 1:39                                          |
| 5.                                            | «The Domo»                                    | 1:57                                          |
| 6.                                            | «Joie De Vivre»                               | 2:13                                          |
| 7.                                            | «Celestials»                                  | 6:46                                          |
| 8.                                            | «Life»                                        | 5:22                                          |
| 9.                                            | «Not Worth Saving»                            | 2:49                                          |
| 10.                                           | «Remember»                                    | 5:32                                          |
| 11.                                           | «Across the Oceans of Time»                   | 3:50                                          |
| 12.                                           | «This Is Your Fight Now»                      | 2:46                                          |
| 13.                                           | «Audience with Arishem»                       | 5:33                                          |
| 14.                                           | «Isn't It Beautiful»                          | 2:38                                          |
| 15.                                           | «I Have Been Waiting for This»                | 3:23                                          |
| 16.                                           | «Emergence Sea»                               | 2:22                                          |
| 17.                                           | «Eternal Loss»                                | 3:24                                          |
| 18.                                           | «A Wish»                                      | 2:41                                          |
| 19.                                           | «Earth is Just One Planet»                    | 1:39                                          |
| 20.                                           | «Nach Mera Hero» (виконує Селіна Шарма)       | 3:09                                          |
| 68:17                                         |                                               |                                               |